# Baalbek
Baalbek (en griego antiguo: Ἡλιούπολις en árabe: بعلبك‎ Ba'lbakk en latín: Heliópolis syriae) es actualmente una localidad de Líbano de 25 000 habitantes a 86 km al este de Beirut. Su economía se basa en el cultivo de viñas y árboles frutales. En la antigüedad fue un santuario fenicio dedicado al dios Baal; fue ciudad griega, y a partir de la época de los seléucidas se la llamó Heliópolis, siendo colonia romana desde Augusto.
Es uno de los yacimientos arqueológicos más importantes de Oriente Próximo, declarado Patrimonio de la Humanidad por la Unesco en 1984. Es notable una zona de templos de entre los siglos I-III d. C. en honor de la Tríada heliopolitana: Júpiter, Mercurio y Venus. Las primeras excavaciones se iniciaron hacia 1900.

## Historia del yacimiento

### Orígenes
Los orígenes de Baalbek se remontan a dos asentamientos cananeos que las excavaciones arqueológicas bajo el templo de Júpiter han permitido datar su antigüedad, siendo de la Edad del Bronce antigua (2900-2300 a. C.) y media (1900-1600 a. C.).
La etimología del topónimo está relacionada al sustantivo bá'al o bēl que en varias lenguas del área semítica noroccidental (como el hebreo o el acadio) significa ‘señor’. El término Baalbek significaría entonces ‘señor de la Bekaa’ y estaría, probablemente, relacionado con el oráculo y el santuario dedicado al dios Baal o Bēl (a menudo identificado como Hadad, dios del sol, de la tempestad y de la fertilidad de la tierra) y a Anat, diosa de la violencia y de la guerra, hermana y consorte de Baal (más tarde se identificaría con Astarté), quizá asociada a Tammuz (más adelante identificado con Adonis), dios de la regeneración primaveral. Las prácticas religiosas de estos templos contemplaban seguramente, como en otras culturas vecinas, la prostitución sacra, los sacrificios animales (y quizá también humanos) y las ofrendas rituales a las divinidades.
La ciudad, situada en una posición estratégica favorable, cerca de las fuentes de los ríos Orontes y Litani, no tendría de todas maneras, al menos inicialmente, un importante valor comercial y estratégico, no siendo mencionada en las fuentes egipcias y asirias.
La identificación con la bíblica Baal-Gad (Libro de Josué 11,17; 12,7), recogida como el límite septentrional de la conquista de Josué, es hoy contestada, sosteniendo más bien que la localidad bíblica se debe identificar con la ciudad de Ḥāṣbayyā, en el sureste de Líbano, o tal vez con Bāniyās (la antigua Cesarea de Filipo), sobre los Altos del Golán.

### Fase helenística
El historiador hebreo Flavio Josefo (siglo I) recoge el paso de Alejandro Magno por Baalbek en su marcha hacia Damasco. En la época helenística, bajo el dominio de la dinastía ptolemaica, y a partir de 198 a. C. por el Imperio seléucida, la ciudad fue rebautizada con el nombre de Heliópolis (‘ciudad del sol’). Los soberanos ptolemaicos favorecieron probablemente la identificación del dios Baal con el dios del sol egipcio, Ra, y el dios griego Helios, con el fin de cimentar una mayor fusión cultural en el interior de sus propios territorios.
El patio del templo fue modificado en su extremidad occidental, iniciándose la construcción de un templo de formas griegas por el cual se construye una gigantesca plataforma (88 por 48 metros). Para esta construcción son empleados bloques colosales: los tres que constituyen el llamado τρίλιθον (trilithon) pesan cerca de 750 toneladas cada uno, mientras un cuarto bloque, de dimensiones incluso mayores (21,5 metros de longitud, con una sección cuadrada de 4,3 metros de lado), hoy conocido con el nombre de ﺣﺠﺮ ﺍﻠﺤﺒﻠﻰ (ḥaǧar al-ḥublā o ‘piedra de la gestante’), fue abandonado en la cantera.

### Fase romana

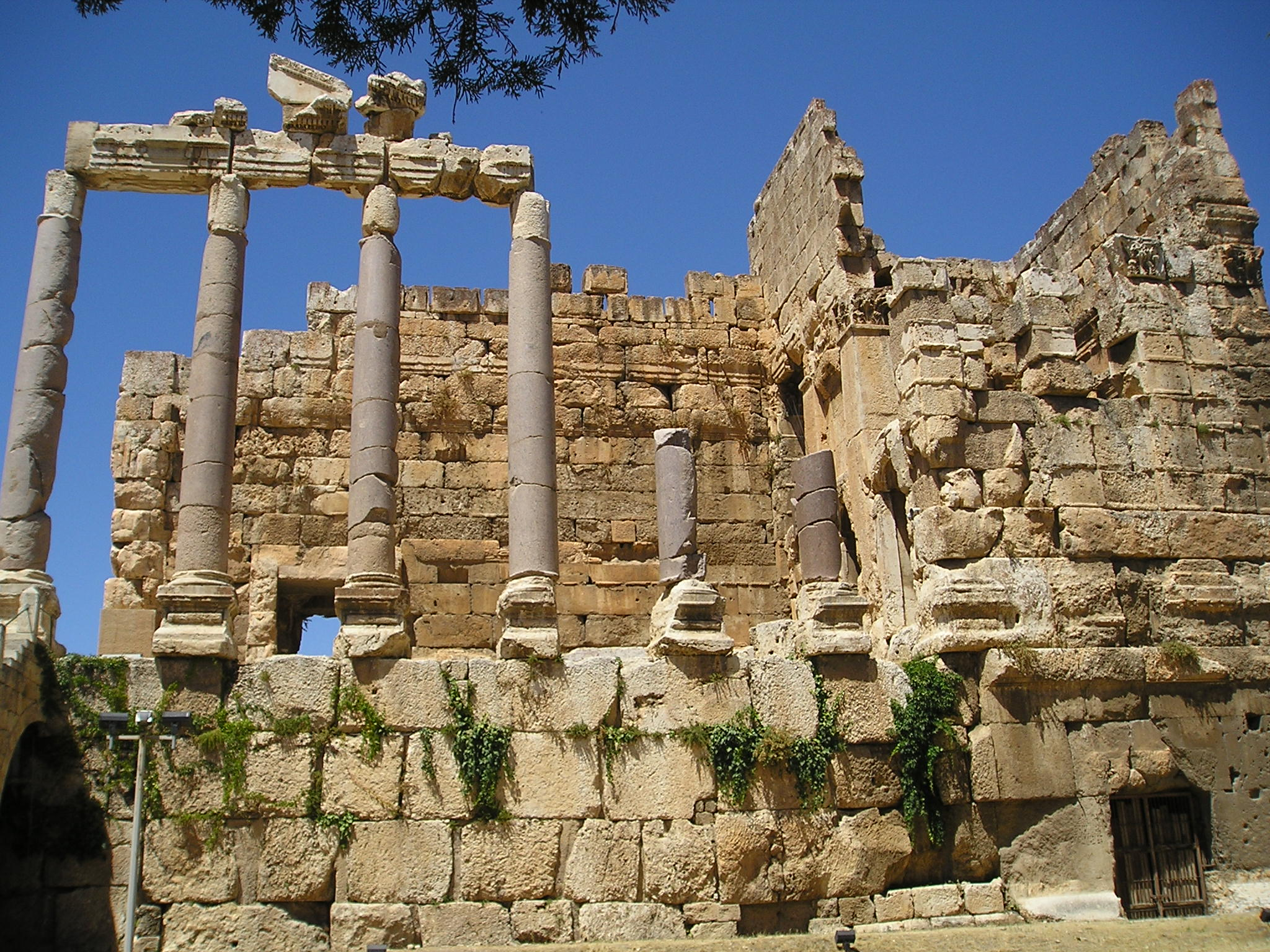
Propileos del santuario de Júpiter.

Tras la conquista romana de la ciudad en el 64 a. C., la divinidad del santuario fue identificada con Júpiter, conservando todavía alguna de las características de la antigua divinidad indígena y asumiendo la forma y el nombre de Júpiter Heliopolitano. El dios estaba representado con rayos en las manos y encuadrado entre dos toros, el animal que acompañaba al dios Baal. Los otros dioses asociados fueron identificados con Venus y Baco. El culto asume un carácter mítico y misterioso, lo que favoreció probablemente su difusión.
En el 15 a. C. el santuario entró a formar parte del territorio de la Colonia Iulia Augusta Felix Beritus, actual Beirut. La edificación del templo fue nuevamente emprendida sobre la plataforma helenística y concluye en diversas etapas: el templo propio y verdadero (templo de Júpiter), fue terminado en el 60, bajo Nerón. A la vez es edificado el altar torre que precede al templo. Bajo Trajano (98-117) se inició la construcción del gran patio. Bajo Antonino Pío (138-161) es erigido el templo de Baco. Los trabajos, incluso aquellos referidos al templo de Venus, fueron completados durante la dinastía de los Severos, particularmente durante el gobierno de Caracalla (211-217). Bajo Filipo el Árabe (244-249), emperador romano de la vecina Damasco, fue construido el patio hexagonal del santuario.
En esta época Heliópolis, elevada por Septimio Severo (193-211) al rango de colonia de derecho itálico con el nombre de Colonia Iulia Augusta Felix Heliopolis, se convierte en el centro principal de la provincia de Siria-Fenicia, instituida en el 194 con capital en Tiro.

### Fase paleocristiana y bizantina
Con la llegada del cristianismo y la promulgación del Edicto de Milán, el santuario inició una lenta decadencia, acelerada seguramente por los desplomes acaecidos por los terremotos. Las primeras transformaciones se dieron bajo Constantino I (306-337). Según Eusebio de Cesarea se instituye un obispado y se decide construir una iglesia. El emperador Teodosio I (379-395) destruye las estatuas paganas, hace arrasar el suelo del altar-torre para erigir en el gran patio una basílica cristiana y transformó en iglesia el templo de Venus. Algunos estudiosos afirman que Baalbek aún por entonces continuaba siendo un centro de culto pagano.
El emperador bizantino Justiniano (527-561) ordenó exportar ocho de las columnas del templo de Júpiter a fin de reutilizarlas en la basílica de Santa Sofía en Constantinopla.

### Fase árabe-islámica

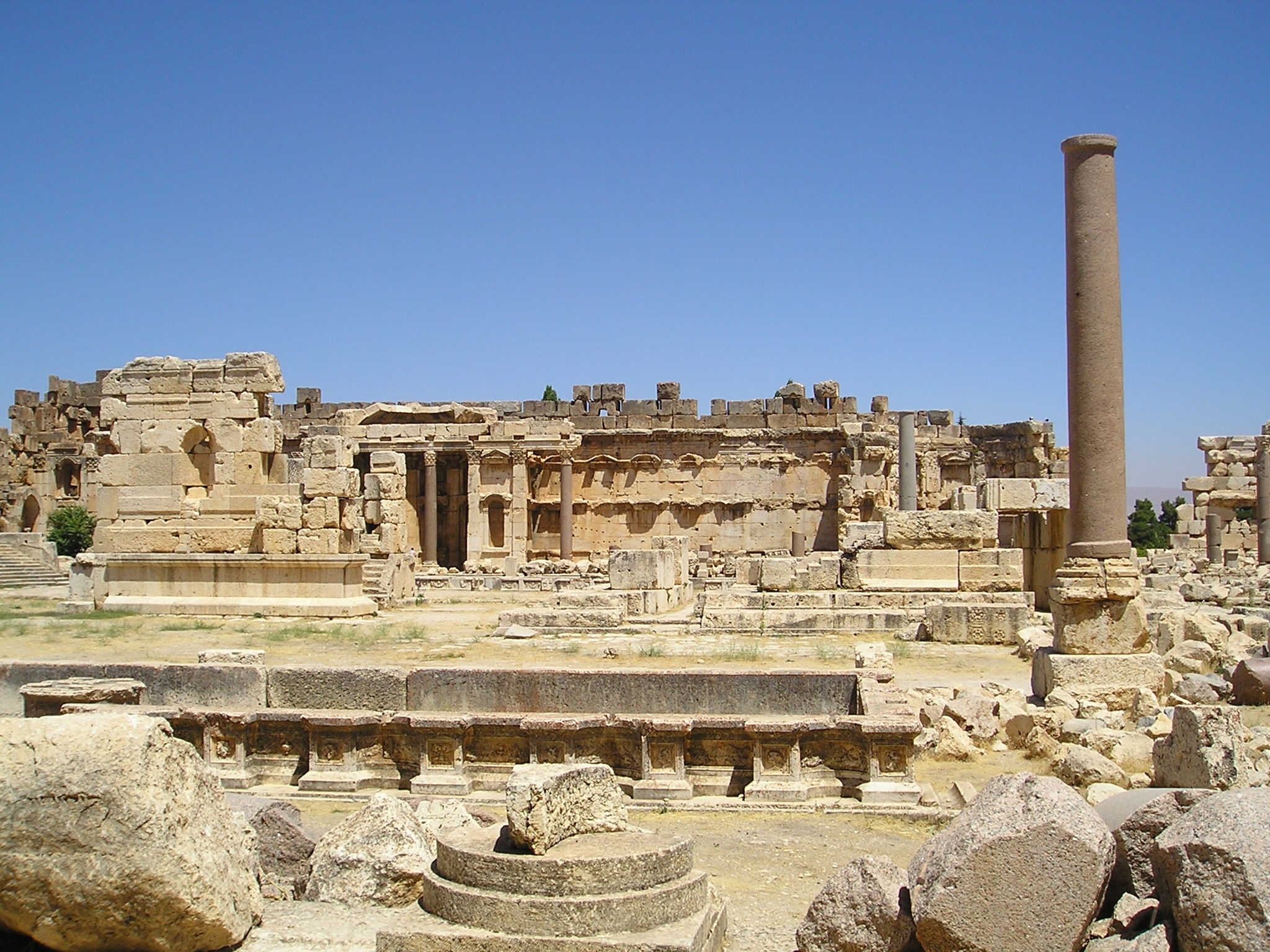
El Gran Patio del templo de Júpiter.

Tras la conquista árabe del 637, por parte de Abū ʿUbayda ibn al-Ğarrāḥ, el santuario se transforma en una ciudadela fortificada (ﻗﻠﻌﺔ, qalʿah) y es construida la gran mezquita en estilo omeya, hoy en ruinas. La ciudad pasó, después de la etapa omeya y abasí, bajo la administración fatimí, que la elige como capital de la provincia (vilayato) en el 972, en la época del imán al-Muʿizz.
Ocupada por breve tiempo por los bizantinos de Juan I Tzimisces en 974, Baalbek se convierte en 1025 en dominio de los mirdasidas, guiados por el emir de Alepo Ṣāliḥ ibn Mirdās, y finalmente por los selyúcidas de Tutuš en 1075. Saladino la conquista en el 1175 y permanece bajo dominio ayubí hasta 1282, cuando es conquistada por el sultán mameluco Sayf al-Dīn Qalāwūn al-Alfī, conocido como “al-Malik al-Manṣūr”.
La ciudad fue saqueada por las tropas mongoles comandadas por Hulagu Khan en 1260 y de nuevo por el ejército de Tamerlán en 1401.
Después de 1516, Baalbek entró a formar parte del imperio otomano, en el interior del eyalet (provincia) de Damasco. En los siglos sucesivos, como en otras áreas del valle de la Becá, la población, prevalentemente musulmanes chiitas se divide en clanes llamados ʿašā'īr, sujetos a la autoridad de facto de dos familias de terratenientes, los Ḥamādah y los Harfūš, cuyos privilegios feudales fueron decayendo, a partir del fin del siglo XVIII, por las tentativas de modernización administrativa experimentadas por la autoridad otomana.

### Redescubrimiento europeo y misiones arqueológicas

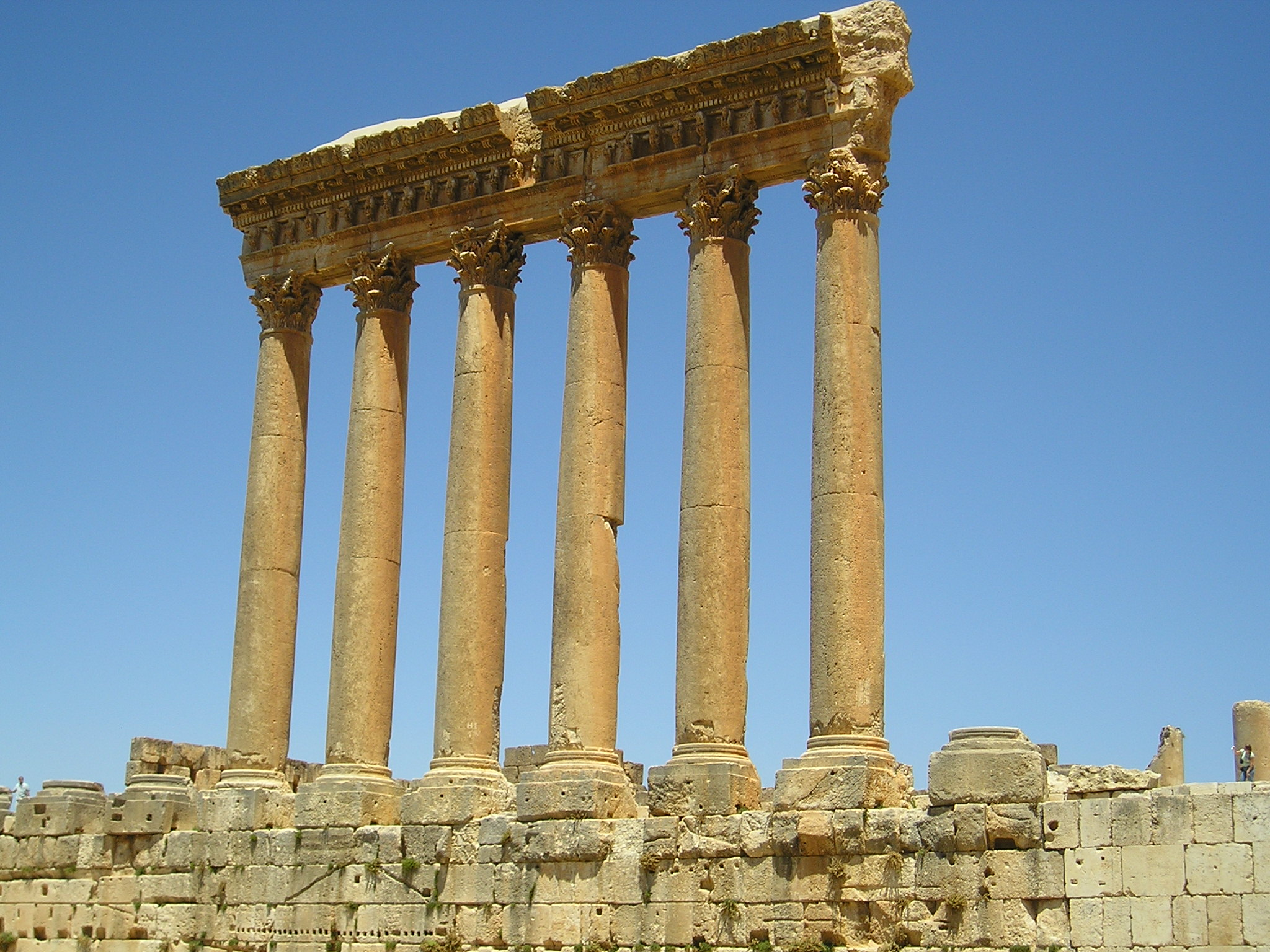
Las columnas del templo de Júpiter.

En el siglo XVIII los exploradores europeos redescubrieron las ruinas del santuario y reportaron detalladas descripciones y planos del lugar. En 1751 Robert Wood describe las ruinas como entre las obras más audaces de la arquitectura de la antigüedad. Quedaban en pie nueve columnas del templo de Júpiter, pero tres se derrumbaron, posiblemente como consecuencia del terremoto de 1759. Otros viajeros fueron Volney (1871), Cassas (1875), Laborde (1837) y David Roberts (1839).
Una primera expedición científica fue realizada en 1873 por el Fondo de Exploraciones de Palestina, y siguió de una visita del emperador Guillermo II de Alemania que llevó al establecimiento de una misión arqueológica alemana (1898-1905), dirigida por Otto Puchstein, durante la cual fueron efectuadas las primeras restauraciones. Después de la Primera Guerra Mundial, se establecieron otras misiones durante el mandato francés, obra de C. Virolleaud, R. Dassaud, S. Ronzevalle, H. Seyrig, D. Schlumberger, F. Anus, P. Coupel y P. Collard. Luego de la independencia de Líbano, en 1943, las operaciones de restauración y conservación pasaron a ser jurisdicción de Servicio de la Antigüedad del Líbano. En 1984 el yacimiento de Baalbek es inscrito en las listas de los Patrimonio de la Humanidad de la Unesco.

## Descripción del santuario

### Propileos

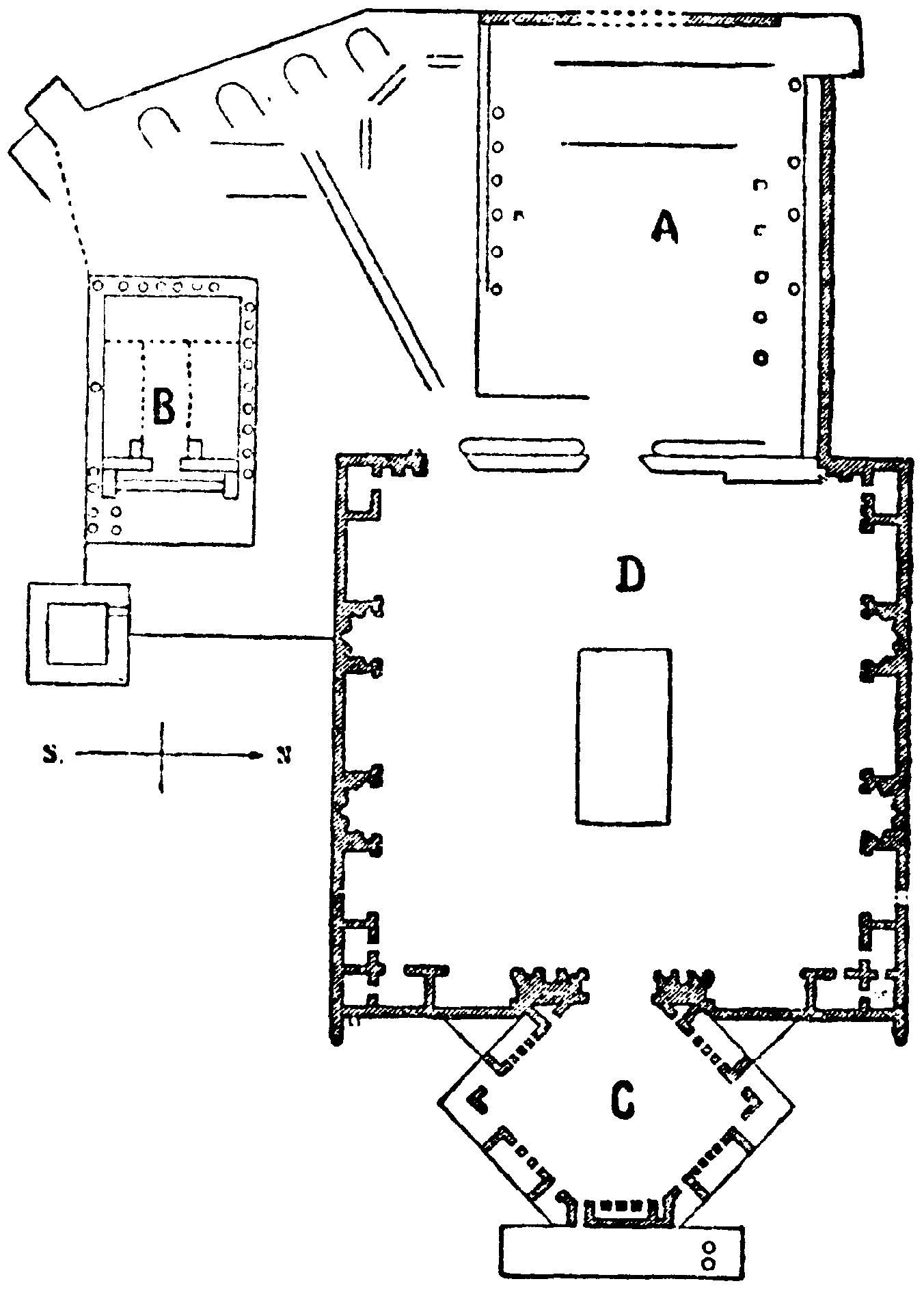
Esquema planimétrico del santuario de Júpiter y del templo de Baco (A: templo de Júpiter; B: templo de Baco; C: Patio hexagonal; D: Gran patio).

Fueron construidos en los inicios del siglo III, en la época de Caracalla encima de una escalinata monumental y constituían el acceso al área sagrada del templo de Júpiter. En origen formaban parte de una fachada de 12 columnas, entre dos torres muy altas, sobre la que se asentaba un frontón.
En el muro restante se abría un ingreso central por el arco y dos pasos laterales, que más tarde fueron tapiados. El muro estaba decorado por dos pisos de hornacinas que en origen debían albergar estatuas, encuadradas por un pequeño santuario con frontones alternativamente triangulares y arqueados, sostenidos por lesenas de orden corintio en la planta baja y de orden jónico en la planta superior.

### Patio hexagonal
De los propileos se accedía a un patio de planta hexagonal (mitad del siglo III, bajo Filipo el Árabe), circundado por pórticos que se abrían sobre el fondo con exedras rectangulares, un templo ricamente decorado. El patio sufrió importantes modificaciones en la época en la que fue instalada la capilla dedicada a la Virgen y sucesivamente por la transformación en bastión defensivo de la ciudadela árabe.

### Gran patio
El patio (135 por 113 metros), construido bajo Trajano, contenía el gran altar con torre de tiempos de Nerón y diques laterales para las lluvias. Los pórticos laterales (128 columnas con fuste en granito de Asuán) estaban sostenidos por criptopórticos y sobre el fondo se abrían exedras con planta alternativamente rectangular y semicircular, estas cubiertas por semicúpulas en piedra. Inscripciones pintadas en algunas de las exedras dan testimonio de su uso para las comidas sagradas de confraternidad y comunidad, que debían formar parte del culto heliopolitano.
En el patio está construida la basílica teodosiana, dedicada a San Pedro.

### Templo de Júpiter
El templo (construido en la primera mitad del siglo I), que contenía la gran estatua de Júpiter Heliopolitano, dominaba el enorme patio, elevado sobre una escalinata con tres rampas. Se trataba del templo romano más grande conocido, en origen un períptero con diez columnas sobre el frente y diecinueve sobre los lados largos. Quedan en pie seis columnas colosales, con fustes de 2,20 metros de diámetro (lo que es igual a 75 pies romanos). El entablamento alcanzaba los 5 metros de altura incluido un friso decorado con prótomos (cabezas) de toros y de leones y con guirnaldas.

### Templo de Baco

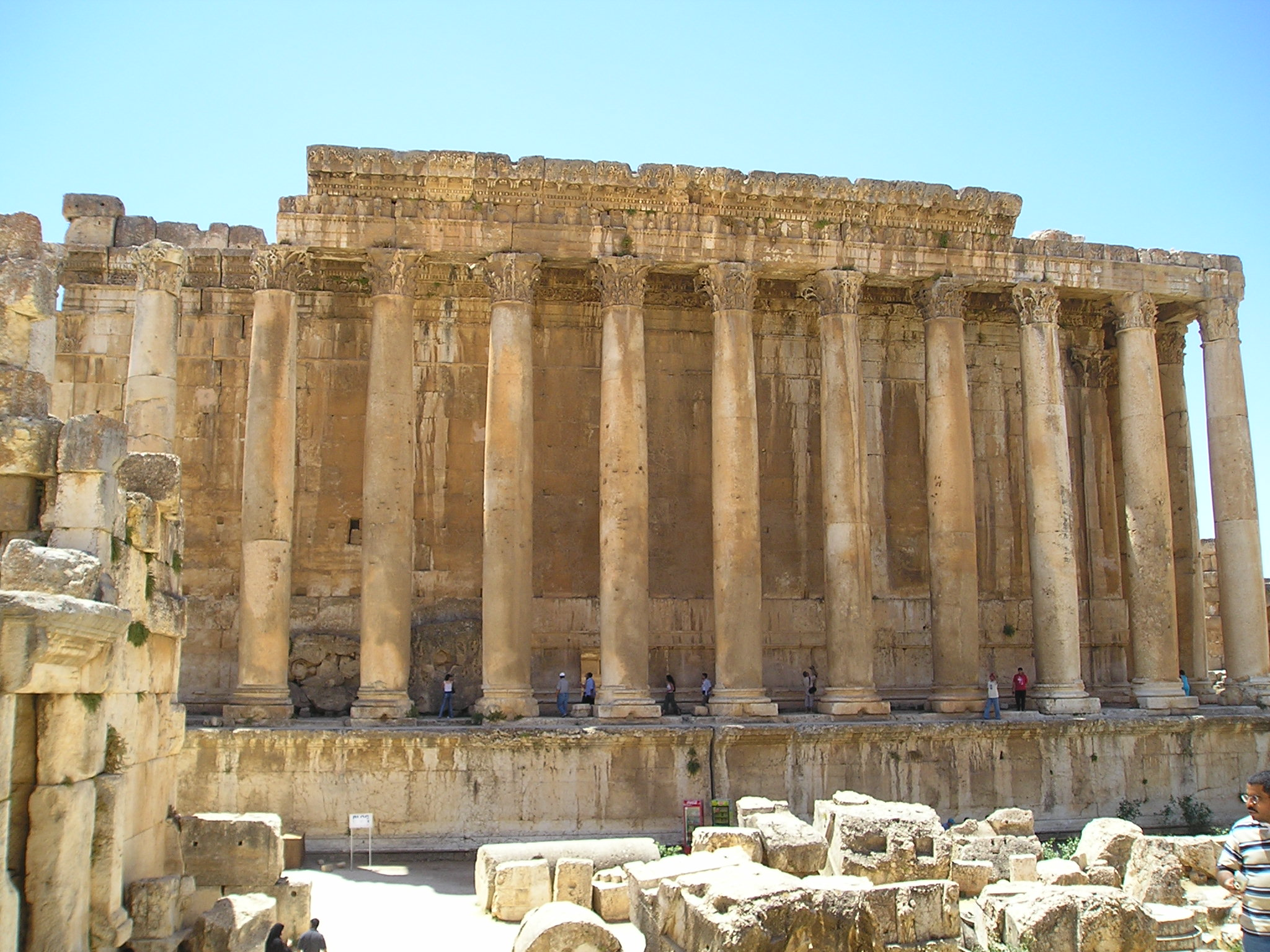
Fachada lateral del templo de Baco.

Elevado sobre un podio de 5 metros de altura, mide 69 por 36 metros y se accede a él por una escalinata con 33 peldaños. Estaba precedido por un patio porticado con un acceso monumental. Se remonta a la mitad del siglo II (Antonio Pío, 128-161) y se trata de un templo períptero con ocho columnas sobre el frente ("octástilo") y quince sobre los lados largos, estando muy bien conservado (salvo el techo de la cella y parte de las columnas laterales). Las columnas estriadas alcanzaban con basa y capitel una altura de 19 metros y también en este caso el friso estaba decorado con prótomos de toros y leones.
El enmarcado del portal de ingreso de la cella presenta frisos figurativos y una decoración que relaciona el templo con el dios Baco, aunque el techo del portal muestra un águila con un caduceo, atributo típico del dios Mercurio. El culto del dios local, con características similares a las del griego Adonis, consistía en la utilización de vino, opio y de otros estimulantes para alcanzar el éxtasis religioso.
En el interior de la cella las paredes laterales están decoradas con hornacinas sobre dos órdenes: las inferiores son superadas por frontones arqueados y las superiores por frontones triangulares; las hornacinas son encuadradas por semicolumnas corintias. Sobre el fondo del templo un ádyton contenía la estatua del dios.
En el ángulo sureste del templo se construyó a la vez una torre, que en el siglo XV, en época de los mamelucos, era la residencia del gobernador local.

### Templo redondo o templo de Venus
Está situado entre los dos otros templos. Estaba encerrado en un recinto sagrado que contenía también otro pequeño templo, hoy en ruinas, conocido como “templo de las Musas”.
El templo, al cual se accede por una escalinata, estaba precedido en origen por un pronaos rectangular octástilo. La celda redonda estaba decorada en el exterior por hornacinas cubiertas por semicúpulas en forma concha. Las columnas que circundaban la celda presentaban un entablamento que no seguía las líneas de las columnas, encorvándose en cambio hasta tocar el muro externo de la celda, creando una insólita forma estelar y encuadrando de tal forma las hornacinas.
El testimonio de Eusebio de Cesarea, que atestigua la continuidad del culto todavía en los inicios de la época cristiana, nos informa de su naturaleza orgiástica y de la presencia, probablemente, de la prostitución sacra.
El templo fue transformado en la iglesia de Santa Bárbara, pero quedó fuera de la ciudadela árabe y el complejo entero fue enseguida cubierto por una serie de poblados. Los restos del templo fueron desmontados y remontados en un espacio libre.

## Baalbek en la actualidad
En los años sucesivos a la independencia libanesa, el valle de la Beqaa sufrió una relativa marginalidad económica y política, aunque Baalbek sí pudo contar con las ganancias derivadas de la creciente afluencia de visitantes locales y extranjeros. Después de comenzar a celebrarse esporádicamente espectáculos estivales desde 1922, es a partir de 1955 cuando se organiza de manera sistemática el Festival de Baalbek, comprendiendo su programa un conjunto de espectáculos teatrales, ópera lírica, conciertos de música clásica y ligera, organizado en el marco del gran patio. Directores de orquestas, intérpretes y grupos del calibre de Herbert von Karajan, Mstislav Rostropovitch, Fairouz, Umm Kulthum, Ella Fitzgerald o Joan Báez tuvieron memorables conciertos en esta sede monumental.
El festival fue interrumpido en 1975, por la guerra civil libanesa (1975-1990), cuando la ciudad de Baalbek se convierte en un asentamiento de la milicia Hezbolá. Al fin de la guerra civil en 1990, la situación se va normalizando progresivamente y en la actualidad la visita al yacimiento arqueológico y a la ciudad es posible sin ningún tipo de peligro. En 1997, se reanudó el Festival de Baalbek y en 1998 se inauguró la colección permanente que constituye el núcleo central del nuevo Museo arqueológico.

## Galería

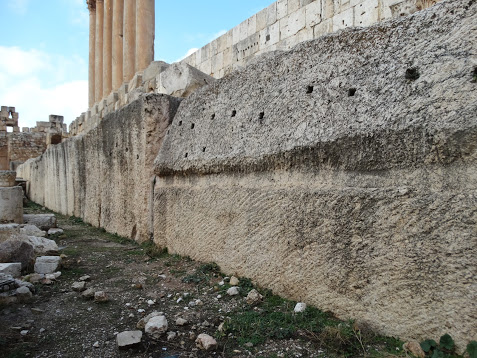
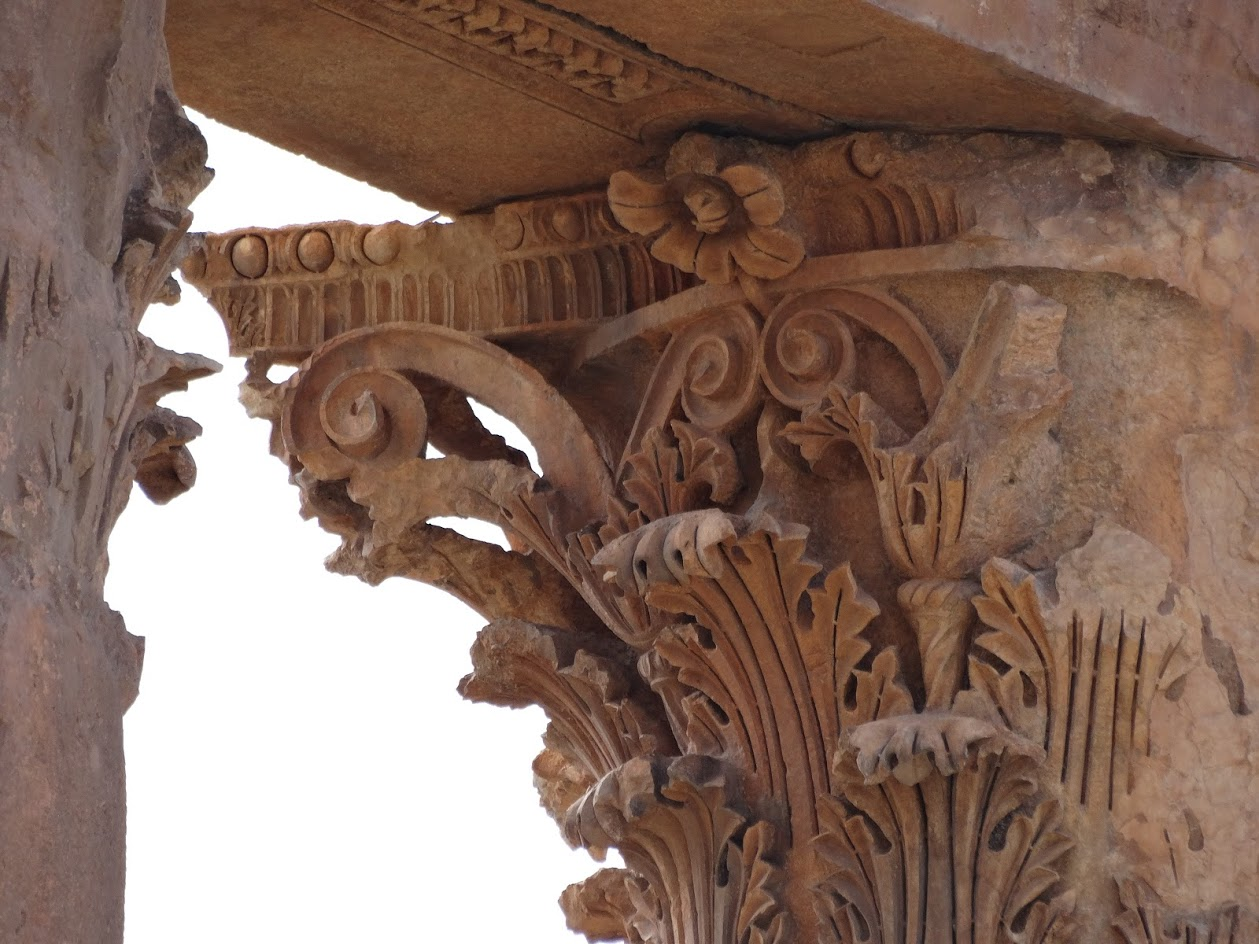
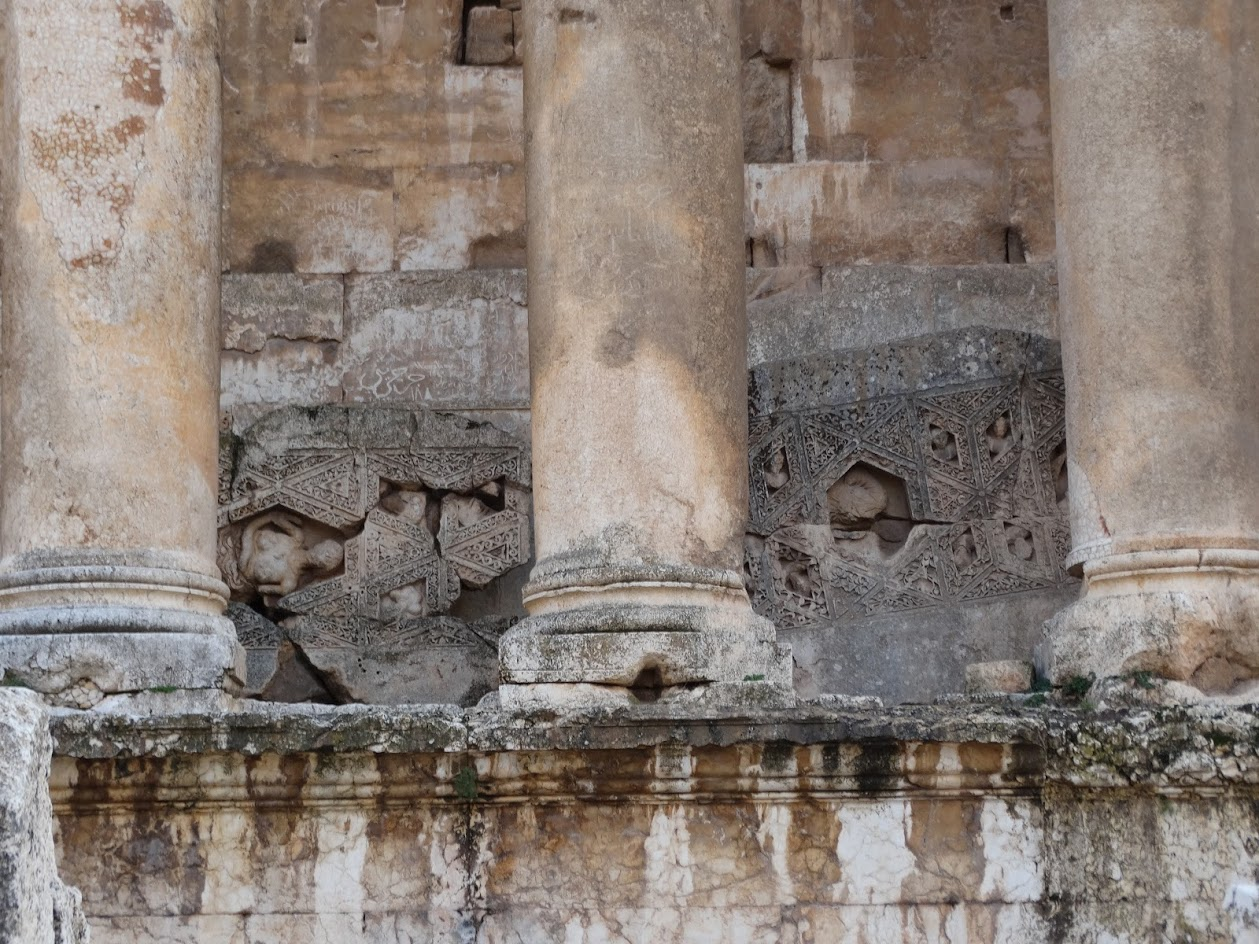
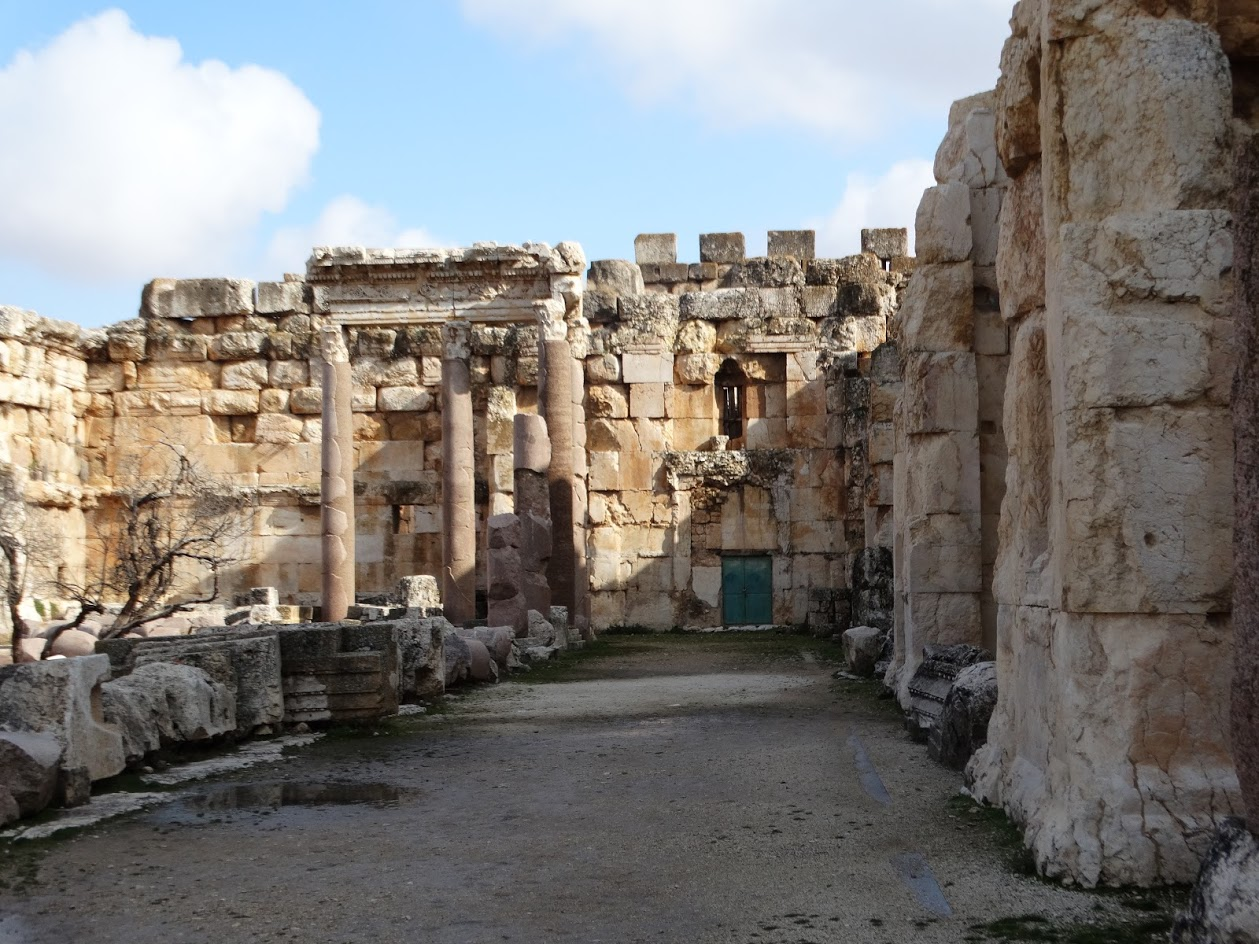
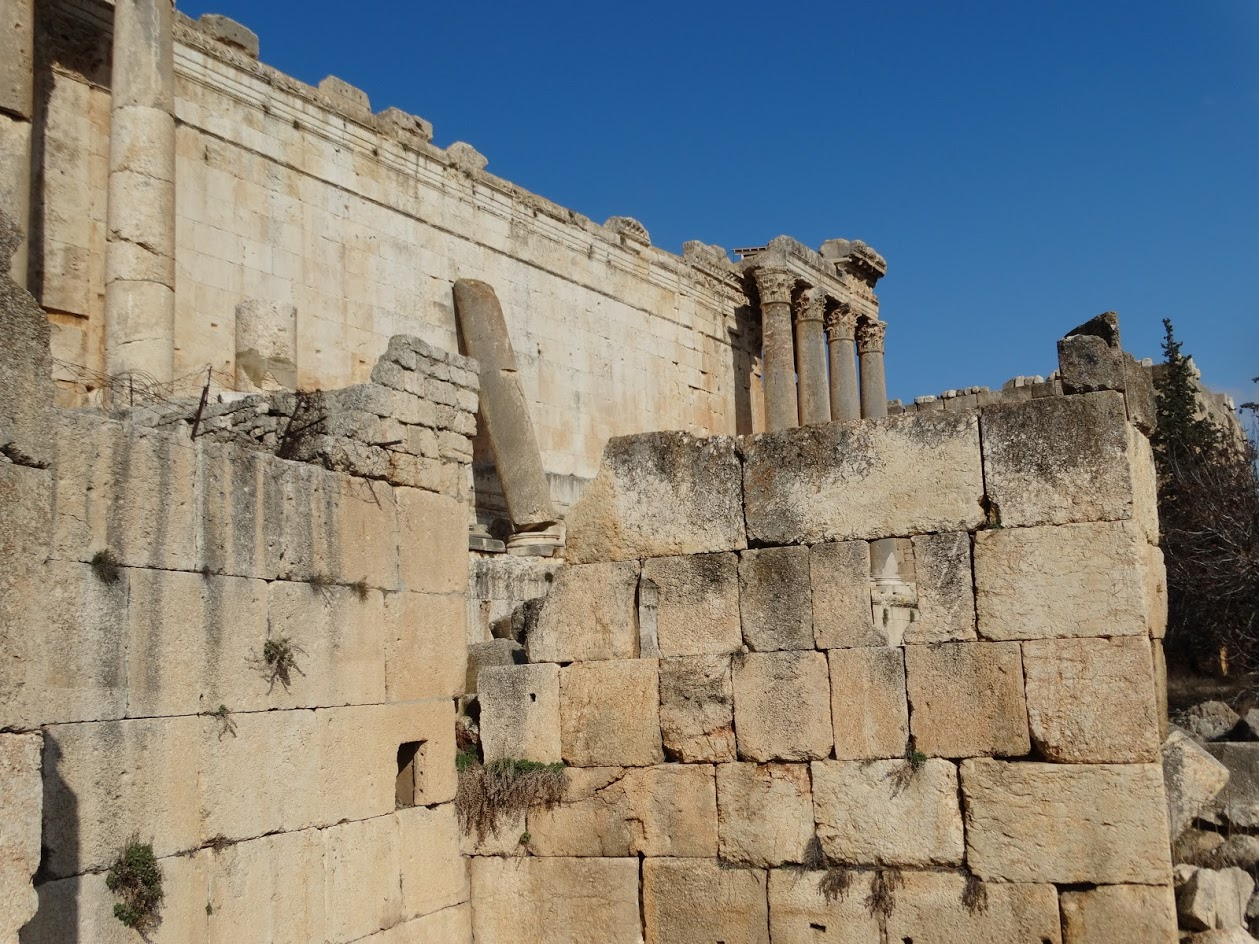
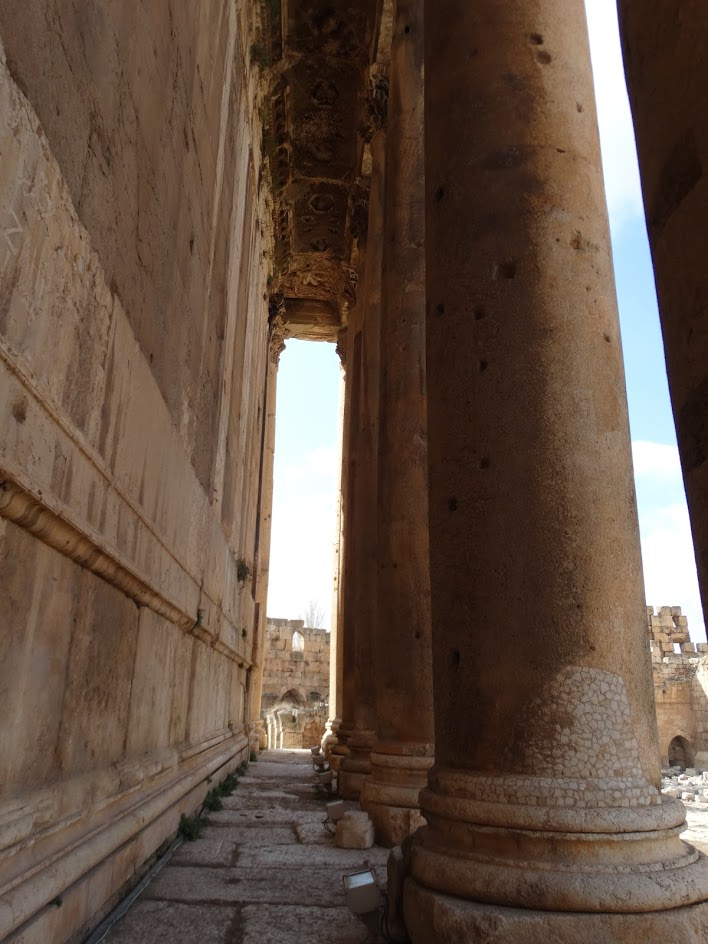
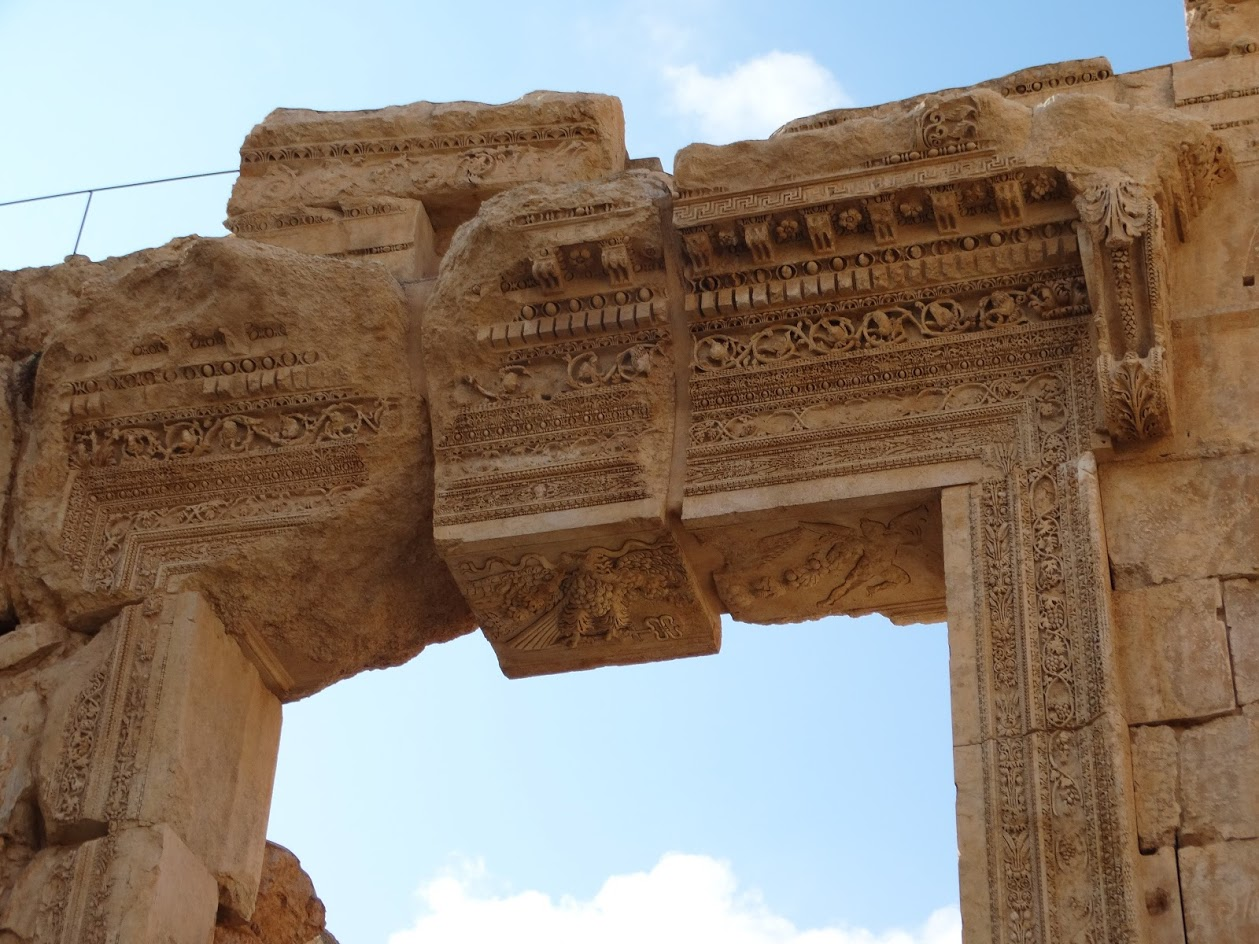
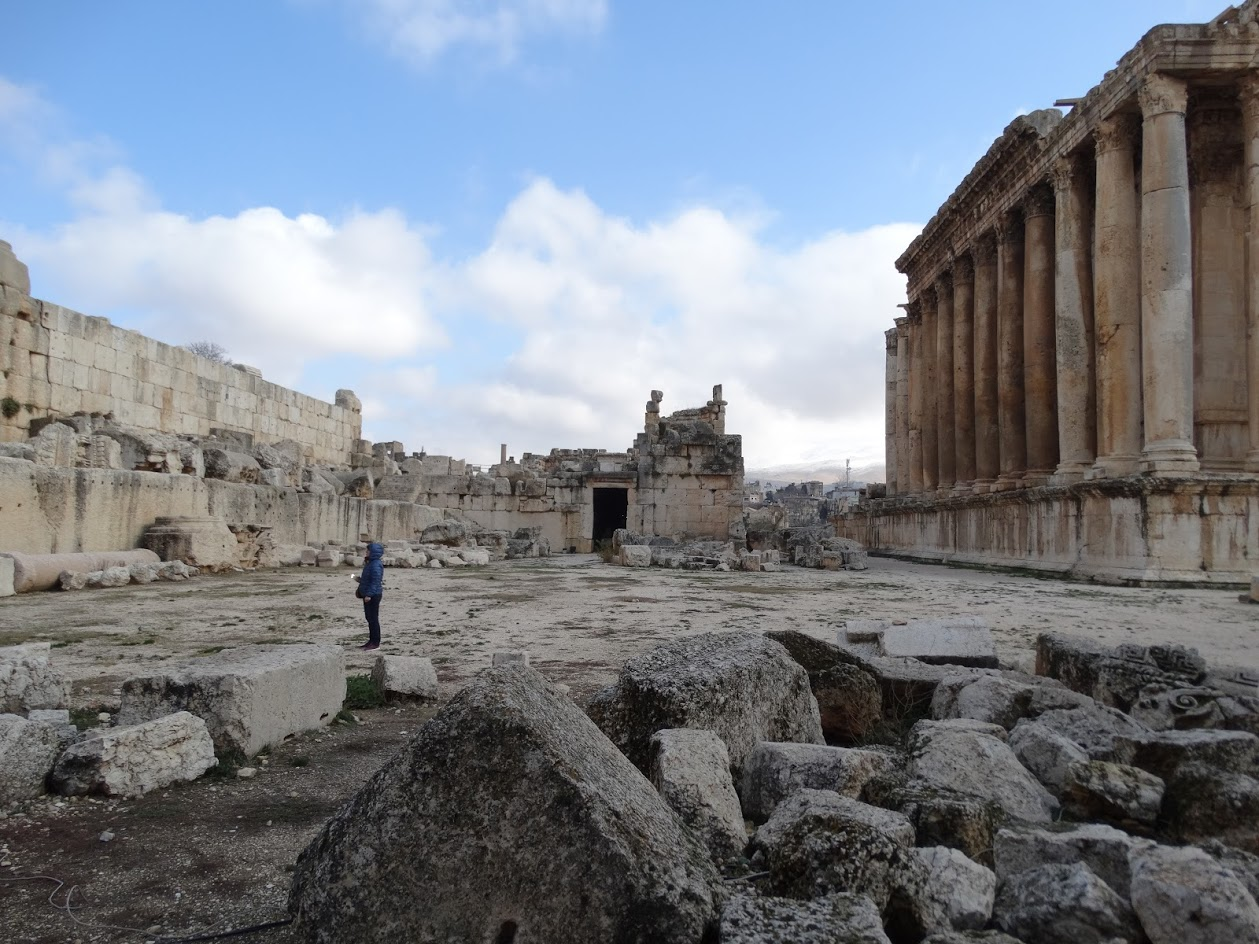
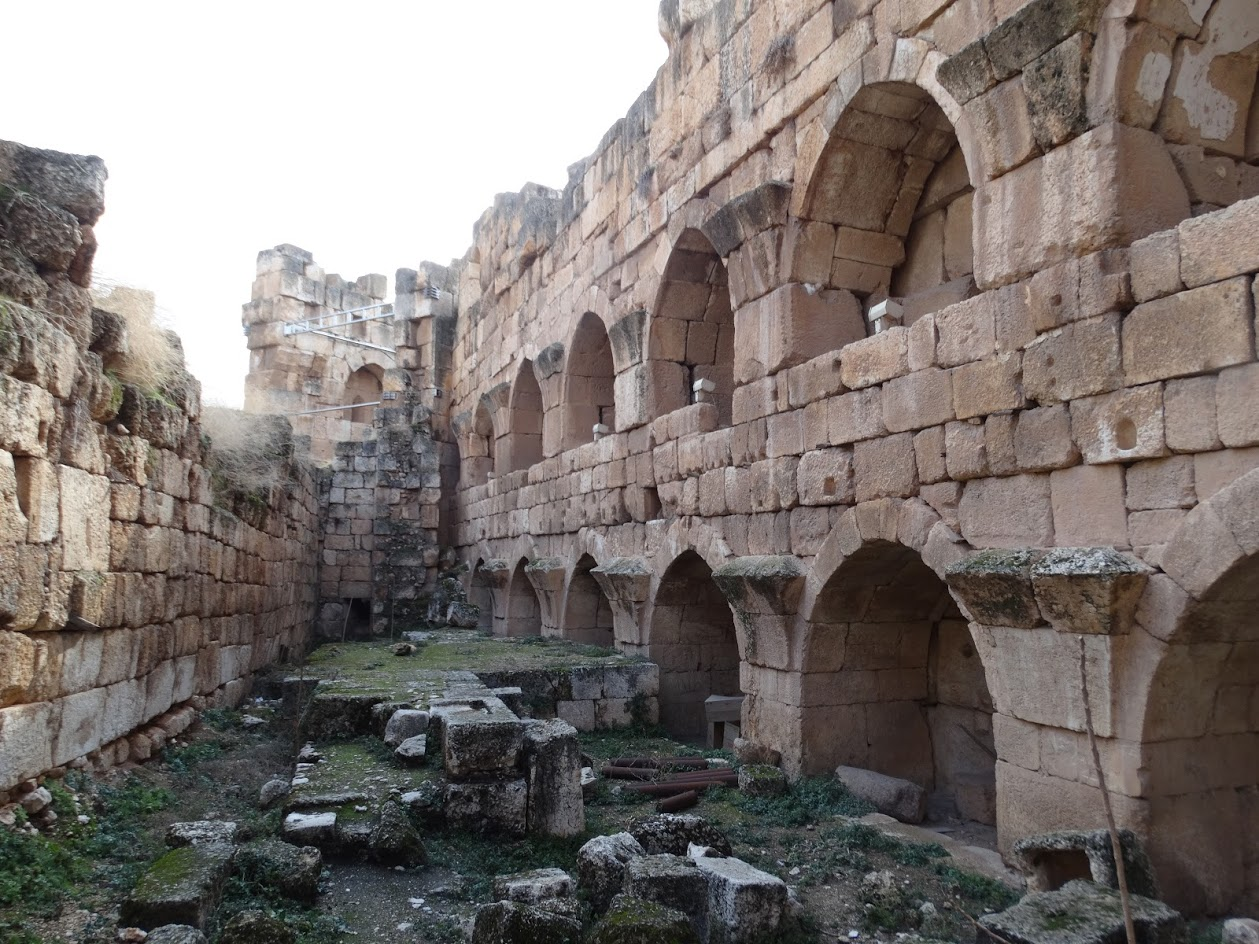
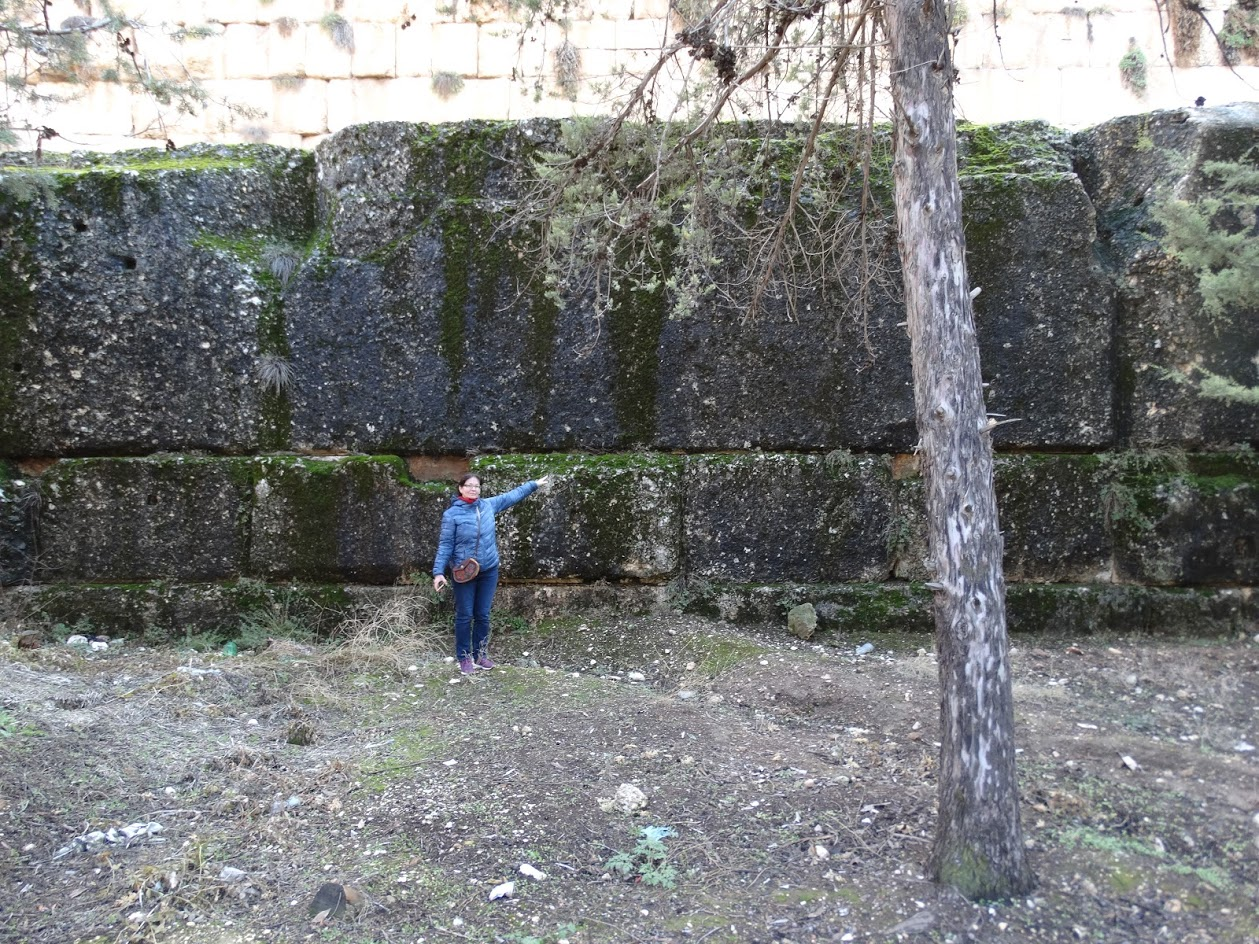

## Clima
| Parámetros climáticos promedio de Baalbek, Líbano | Parámetros climáticos promedio de Baalbek, Líbano | Parámetros climáticos promedio de Baalbek, Líbano | Parámetros climáticos promedio de Baalbek, Líbano | Parámetros climáticos promedio de Baalbek, Líbano | Parámetros climáticos promedio de Baalbek, Líbano | Parámetros climáticos promedio de Baalbek, Líbano | Parámetros climáticos promedio de Baalbek, Líbano | Parámetros climáticos promedio de Baalbek, Líbano | Parámetros climáticos promedio de Baalbek, Líbano | Parámetros climáticos promedio de Baalbek, Líbano | Parámetros climáticos promedio de Baalbek, Líbano | Parámetros climáticos promedio de Baalbek, Líbano | Parámetros climáticos promedio de Baalbek, Líbano |
| Mes                                               | Ene.                                              | Feb.                                              | Mar.                                              | Abr.                                              | May.                                              | Jun.                                              | Jul.                                              | Ago.                                              | Sep.                                              | Oct.                                              | Nov.                                              | Dic.                                              | Anual                                             |
| ------------------------------------------------- | ------------------------------------------------- | ------------------------------------------------- | ------------------------------------------------- | ------------------------------------------------- | ------------------------------------------------- | ------------------------------------------------- | ------------------------------------------------- | ------------------------------------------------- | ------------------------------------------------- | ------------------------------------------------- | ------------------------------------------------- | ------------------------------------------------- | ------------------------------------------------- |
| Temp. máx. media (°C)                             | 8.8                                               | 9.3                                               | 13.5                                              | 18.7                                              | 24.1                                              | 29.2                                              | 32.1                                              | 32.5                                              | 28.6                                              | 20.2                                              | 15.7                                              | 10.4                                              | 20.3                                              |
| Temp. media (°C)                                  | 4.2                                               | 4.9                                               | 8.0                                               | 12.5                                              | 17.1                                              | 21.7                                              | 24.1                                              | 24.6                                              | 20.8                                              | 16.5                                              | 10.6                                              | 5.8                                               | 14.2                                              |
| Temp. mín. media (°C)                             | -0.5                                              | 0.2                                               | 2.6                                               | 6.4                                               | 10.0                                              | 14.2                                              | 16.1                                              | 16.5                                              | 12.7                                              | 9.5                                               | 5.2                                               | 1.7                                               | 7.9                                               |
| Precipitación total (mm)                          | 149                                               | 112                                               | 96                                                | 25                                                | 10                                                | 0                                                 | 0                                                 | 0                                                 | 0                                                 | 21                                                | 69                                                | 111                                               | 593                                               |
| Días de lluvias (≥ 1 mm)                          | 14                                                | 12                                                | 10                                                | 5                                                 | 3                                                 | 1                                                 | 0                                                 | 0                                                 | 0                                                 | 5                                                 | 8                                                 | 11                                                | 69                                                |
| Fuente: Chinci World Atlas                        |                                                   |                                                   |                                                   |                                                   |                                                   |                                                   |                                                   |                                                   |                                                   |                                                   |                                                   |                                                   |                                                   |